# Czesław Leosz
Czesław Józef Leosz (ur. 4 lipca 1925 w Niewirkowie, zm. 15 marca 2018 w Jaśle) – polski prawnik i społecznik OSP.

## Życiorys

### Lata szkolne
Syn Andrzeja i Katarzyny. Wychowywał się na Zamojszczyźnie, gdzie spędził dzieciństwo. W 1939 roku ukończył szkołę powszechną. Po otrzymaniu karty na roboty przymusowe do III Rzeszy, jako 14-letni chłopiec rozpoczął naukę zawodu, by uniknąć przymusowej deportacji do Niemiec. Pracował w warsztacie ślusarsko-kowalskim. Równolegle ukończył kurs kierowców samochodów ciężarowych i traktorów i jako kierowca pracował do końca okupacji w niemieckim majątku /Ligenschaft/. W okresie okupacji przez około dwa lata kontynuował naukę w tajnym nauczaniu (profil średniej szkoły handlowej). Kierownikiem grupy był prof. Bronisław Pietrusiński. Cała grupa należała do ruchu oporu. Jako łącznicy i gońcy przenosili prasę podziemną i komunikaty z nasłuchów radiowych.

### Służba wojskowa
Po II wojnie światowej został powołany do służby wojskowej. Jako saper – kierowca brał udział w rozminowywaniu północnych ziem Polski. W trakcie służby skierowany został na kurs przygotowawczy na wyższe uczelnie, po czym ukończył Centralną Szkołę Prawniczą Ministerstwa Sprawiedliwości. Przez cztery lata studiował też zaocznie na Wydziale Prawa Uniwersytetu Warszawskiego.

### Praca zawodowa i społeczna
Przez 42 lata pracował w organach wymiaru sprawiedliwości w Brzozowie, Lesku, Sanoku, Gorlicach i Jaśle. W Gorlicach i Jaśle pracował na stanowisku prezesa sądu (łącznie ponad 30 lat). Na emeryturę przeszedł w 1991 roku.
Poza pracą zawodową pracował społecznie. W 1944 roku wstąpił do Ochotniczej Straży Pożarnej. W Jaśle w latach 1966–1975 był członkiem prezydium Oddziału Powiatowego ZOSP. Od 1975 r. przez ponad 20 lat piastował stanowisko wiceprezesa Zarządu Wojewódzkiego Związku Ochotniczych Straży Pożarnych – Rzeczypospolitej Polskiej w Krośnie.
Podczas pracy w sądzie w Gorlicach został powołany na stanowisko przewodniczącego Powiatowego Komitetu Frontu Jedności Narodu (1954–1965). Był jednym z założycieli i pierwszym prezesem Zarządu Towarzystwa Miłośników Ziemi Gorlickiej w Gorlicach. Po przeniesieniu się do pracy w sądzie jasielskim został powołany na członka Okręgowej Komisji Badania Zbrodni Hitlerowskich w Rzeszowie. Równocześnie mianowany przewodniczącym OKBZH – Delegatura w Jaśle (1967–1991). W 1991 r. Delegatura OKBZH zakończyła swoją działalność. Jej miejsce zajęła Okręgowa Komisja Badania Zbrodni przeciwko Narodowi Polskiemu – Instytut Pamięci Narodowej w Rzeszowie, w której Czesław Leosz podjął dalszą działalność.
W 1966 roku wstąpił do Stowarzyszenia Miłośników Jasła i Regionu Jasielskiego. Przez kilka lat pełnił funkcję wiceprezesa, a w latach 1975–1991 był prezesem Zarządu Stowarzyszenia. Zapoczątkował wydawanie „Roczników Jasielskich”. Za aktywną pracę społeczną w Stowarzyszeniu otrzymał w 1996 roku tytuł „Honorowego Członka”  Stowarzyszenia Miłośników Jasła i Regionu Jasielskiego”. Główna Komisja Badania Zbrodni przeciwko Narodowi Polskiemu – Instytut Pamięci Narodowej w Warszawie nadał Czesławowi Leoszowi  „Medal Pamiątkowy z okazji 50-lecia powołania Komisji”. Otrzymał też odznakę za wysługę 50 lat w Ochotniczej Straży Pożarnej.
Był inicjatorem i organizatorem wielu sesji popularnonaukowych i wystaw. Często dotyczyły one tragicznych lat II wojny światowej, a także zniszczenia Jasła. Niejednokrotnie były one połączone z odsłanianiem tablic pamiątkowych. Materiały z sesji publikowano w okolicznościowych wydawnictwach. Wniósł znaczący wkład w dziedzinie muzealnictwa, ochrony zabytków oraz miejsc pamięci narodowej. Jako działacz ruchu strażackiego zbierał materiały z zakresu historii, kultury i tradycji strażackich.

### Działalność redakcyjna
Jednym z kierunków jego pracy jest działalność redakcyjna. Jest autorem wielu publikacji, w tym wydawnictw książkowych:
- „Jasło oskarża” (1973) pod redakcją St. Cynarskiego i J. Garbacika, gdzie zamieścił swoje dwa obszerne artykuły. Publikacja była pokłosiem sesji popularnonaukowej pt. „Jasło oskarża faszyzm” (1968)
- „Dzieje Ochotniczych Straży Pożarnych w Jaśle 1872–1997 r.”;
- „Z dziejów i rozwoju OSP w Skołyszynie”;
- „Ochotnicza Straż Pożarna w Kołaczycach”;
- „Koło Łowieckie „Gwardia” w Jaśle”;
- „Ochotnicza Straż Pożarna w Sowinie”;
- publikował artykuły w prasie lokalnej: „Wiadomości Gorlickie”. „Trybuna Gamratu”. „Podkarpacie”. „Kurier Podkarpacki”. „Nowiny Rzeszowskie” oraz „Strażak”.

Z chwilą wydania w 1989 roku przepisów o apolityczności sędziów i prokuratorów wystąpił z partii (PZPR). W latach 1944–1989 należał do Związków Zawodowych, m.in. Związku Zawodowego Pracowników Państwowych i Społecznych. Od 1950 do 1991 roku był członkiem Zrzeszenia Prawników Polskich. W latach 1983–1991 pełnił obowiązki przewodniczącego Wojewódzkiego Komitetu Pokoju w Krośnie.

## Odznaczenia
- Krzyż Oficerski  Orderu Odrodzenia Polski
- Krzyż Kawalerski Orderu Odrodzenia Polski
- Złoty Krzyż Zasługi
- Srebrny Krzyż Zasługi
- Odznaka tytułu honorowego „Zasłużony dla Wymiaru Sprawiedliwości Polskiej Rzeczypospolitej Ludowej” (1988)[3]
- Złoty Znak Związku Ochotniczych Straży Pożarnych Rzeczypospolitej Polskiej
- Wpis do „Księgi zasłużonych dla województwa krośnieńskiego” (1982)[4]